# In Undertow
«In Undertow» es una canción interpretada por la banda canadiense de indie-pop Alvvays. La canción fue publicado el 6 de junio de 2017 como el sencillo principal de su segundo álbum de estudio, Antisocialites.

## Recepción de la crítica
Stuart Berman, escribiendo para Pitchfork, comentó: “[la canción] irradia luz del sol, pero la cantante Molly Rankin sigue estando más cómoda acechando en las sombras que proyecta”.

## Uso en otros medios
- La canción fue utilizada en el tráiler de la película Don't Make Me Go (2022).[5]

## Posicionamiento
| Gráfica (2017)                 | Pico de posición |
| ------------------------------ | ---------------- |
| Canadá (Billboard Canada Rock) | 48               |